# Tisul
Tisul – osiedle typu miejskiego w Rosji, w obwodzie kemerowskim.